# 本山寺 (三豊市)
本山寺（もとやまじ）は香川県三豊市にある高野山真言宗の寺院。七宝山（しっぽうざん）、持宝院（じほういん）と号す。本尊は馬頭観音菩薩（秘仏）。四国八十八箇所第七十番札所、四国三十六不動霊場第29番札所。鎌倉時代再建の本堂は国宝。
- 本尊真言：おん あみりと どはんば うん はった そわか
- ご詠歌：本山（もとやま）に誰か植江（うえ）ける花なれや　春こそたをれたむけにぞなる
- 納経印：当寺本尊、導（みちびき）不動、阿閦如来、五如来、本尊馬頭明王

## 歴史
寺伝によれば、大同2年（807年）、平城天皇の勅願寺として、空海（弘法大師）が自ら刻んだ馬頭観世音菩薩像を本尊、阿弥陀如来と薬師如来を脇侍として開創し長福寺と称したという。この時、本堂はわずか一夜でできたという「一夜建立」の伝説がある。
中世には寺領2,000石、24坊を持つ大寺となって栄えた。
永安から天正年間（1573年 – 1593年）の戦乱により讃岐国の主要寺院の大半は兵火を受けたが、当寺は香川氏の勢力下にあり、早くに長宗我部と婚姻同盟しており「不戦協定」が結ばれていて、また、埋蔵文化財センターによる発掘でも焼かれた跡は見つかっていない。しかし、伝承ではこの境内に攻め入る兵士を斬られながらも止めようとする住職を振りきり攻め入ったが、本堂内陣の厨子を開いたところ阿弥陀如来の体から血がしたたり落ちるのを見て驚き、本堂（国宝）と仁王門（重要文化財）は焼かずに撤退したという。その阿弥陀如来は「太刀受けの弥陀」と呼ばれるとある。
澄禅『四国遍路日記』（1653年）や真念『四国辺路道指南』（1687年）には、本堂と仁王門と鐘楼しか記されていないが『四国遍礼名所図会』（1800年）には、大師堂（1795年建立）・十王堂（1759年建立）・大日堂・鎮守堂・庚申堂（1730年建立）が描かれ、1700年台に五重塔以外は現在とほぼ同じ伽藍が造られた。
江戸時代には領主の生駒氏と京極氏により再興され、天保年間（1830 – 1844年）には地名から本山寺と改称された。
文化2年（1805年）3月3日より4月3日まで本尊および全ての堂宇と仏像が開帳され村をあげてのイベントが行われた。
嘉永7年(1854年)には方丈・庫裏が全焼するが、慶応3年(1867年)に再建された。
明治29年（1896年）8月五重塔着工、同31年11月一層、同33年9月二層、同36年2月三層、同43年3月四層五層完了、同年12月10日には五万人の観衆を集めて落慶法要が行われた。
五重塔の修理が2019年4月9日竣工し、本尊の五智如来のうち失われていた中尊胎蔵大日如来が新造され令和5年11月5日落慶法要。

## 伽藍

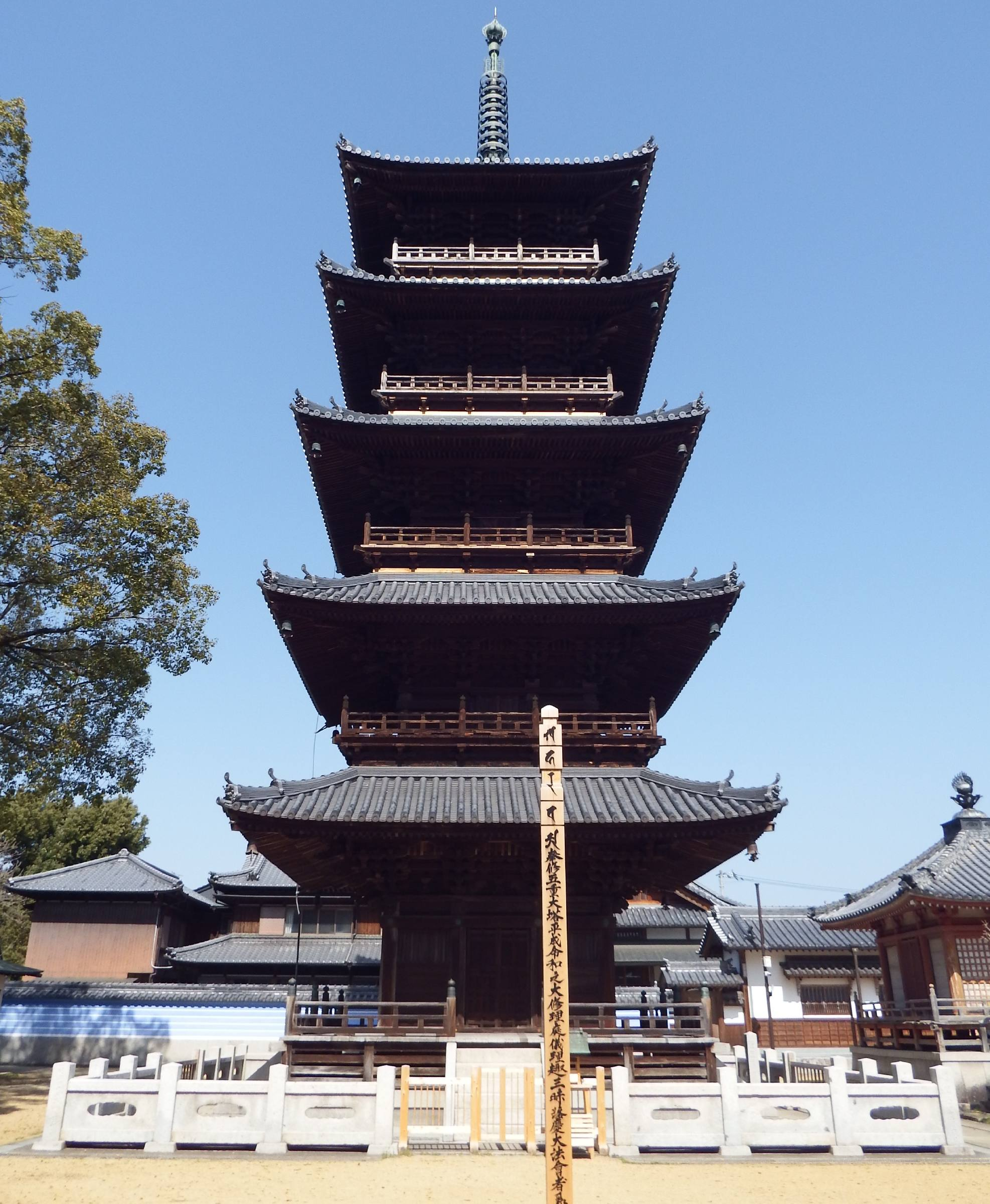
五重塔

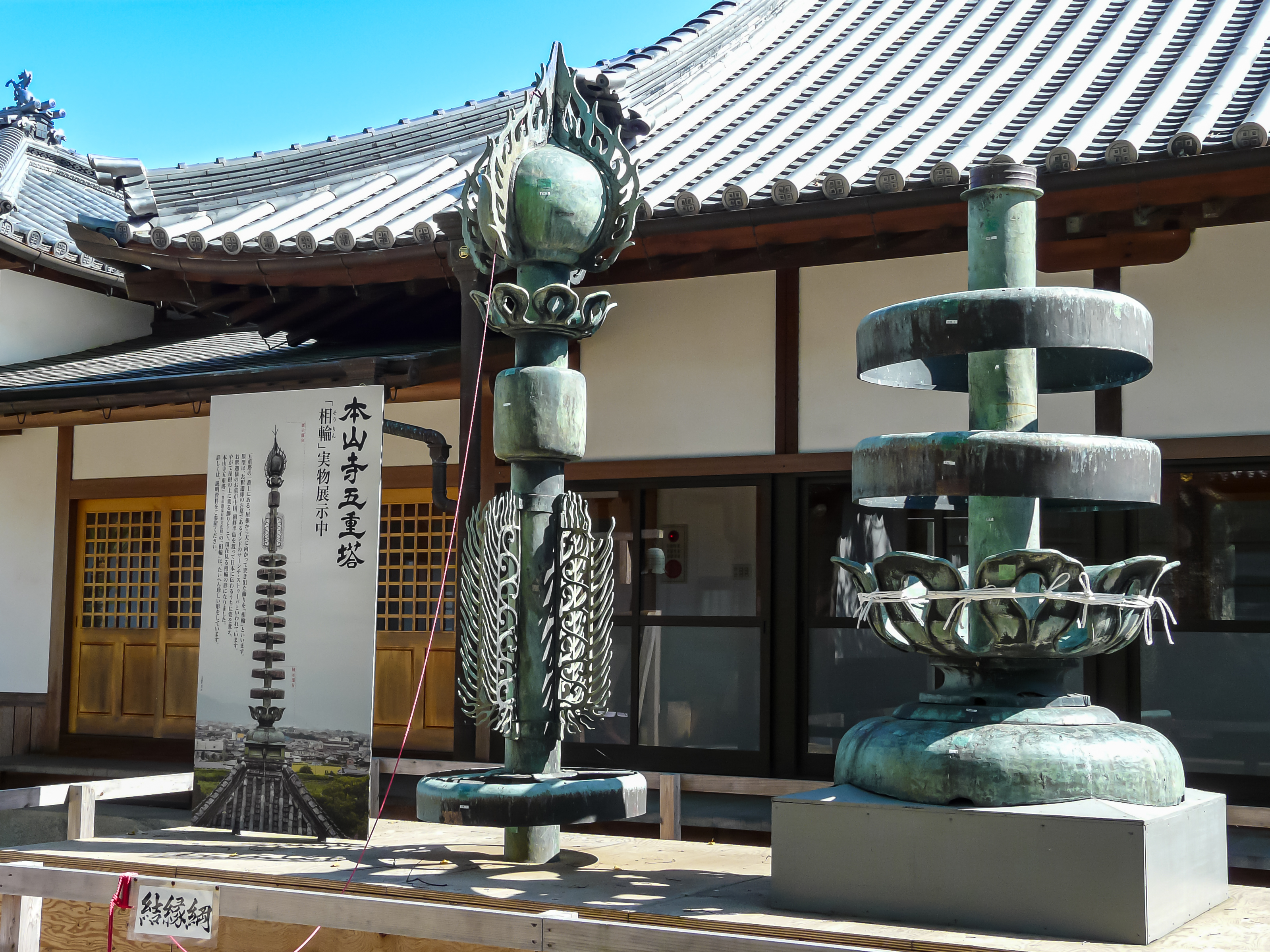
五重塔、平成の解体修理時に外されていた相輪

- 大門：旧伊予街道側からの入口にある門。大正3年（1913年）宝光寺（岡山県瀬戸内市牛窓町）より移設。
- 二王門
- 本堂：毎年7月の土用の丑の日にきゅうり加持があり、その時に本堂内陣まで入れる。本尊と脇仏は宮殿に密閉され開くことができない。
＊ 本尊前仏（お前立ち）の馬頭観音：善通寺金堂本尊を造った仏師・北川運長が当寺に来て、本尊馬頭観音を横に置き、姿大きさを写したと云われる馬頭観音像が2014年に公開された。平素は本堂宮殿の向って右横に秘仏として安置されている。江戸時代中期作
- 大師堂：2014年に大師像が開帳された。その後は、毎月21日開帳。
- 五重塔：明治29年（1896年）着工、明治43年（1910年）完成。2015年9月17日解体修理着工、2019年4月9日竣工。初層に明治期作の五智如来(檜材一木造り、彫眼、古色)が祀られていた。
- 赤堂（大日堂）：室町時代中期建立。金剛界大日如来と持国天・多聞天（いずれも鎌倉時代作）を祀る。
- 鎮守堂：五所権現（八幡三神、天神さん、諏訪の神）を祀る。
  - 善女龍王：当地方の水不足はひどく雨乞いの為に当寺の南側川岸にあった堂に祀られていたがあるとき堂が失われた為に鎮守堂に合わせて祀られたと云われている。なお、近年になって宝蔵に移されている。12年に一度辰年に開帳され2024年がその最新になる。

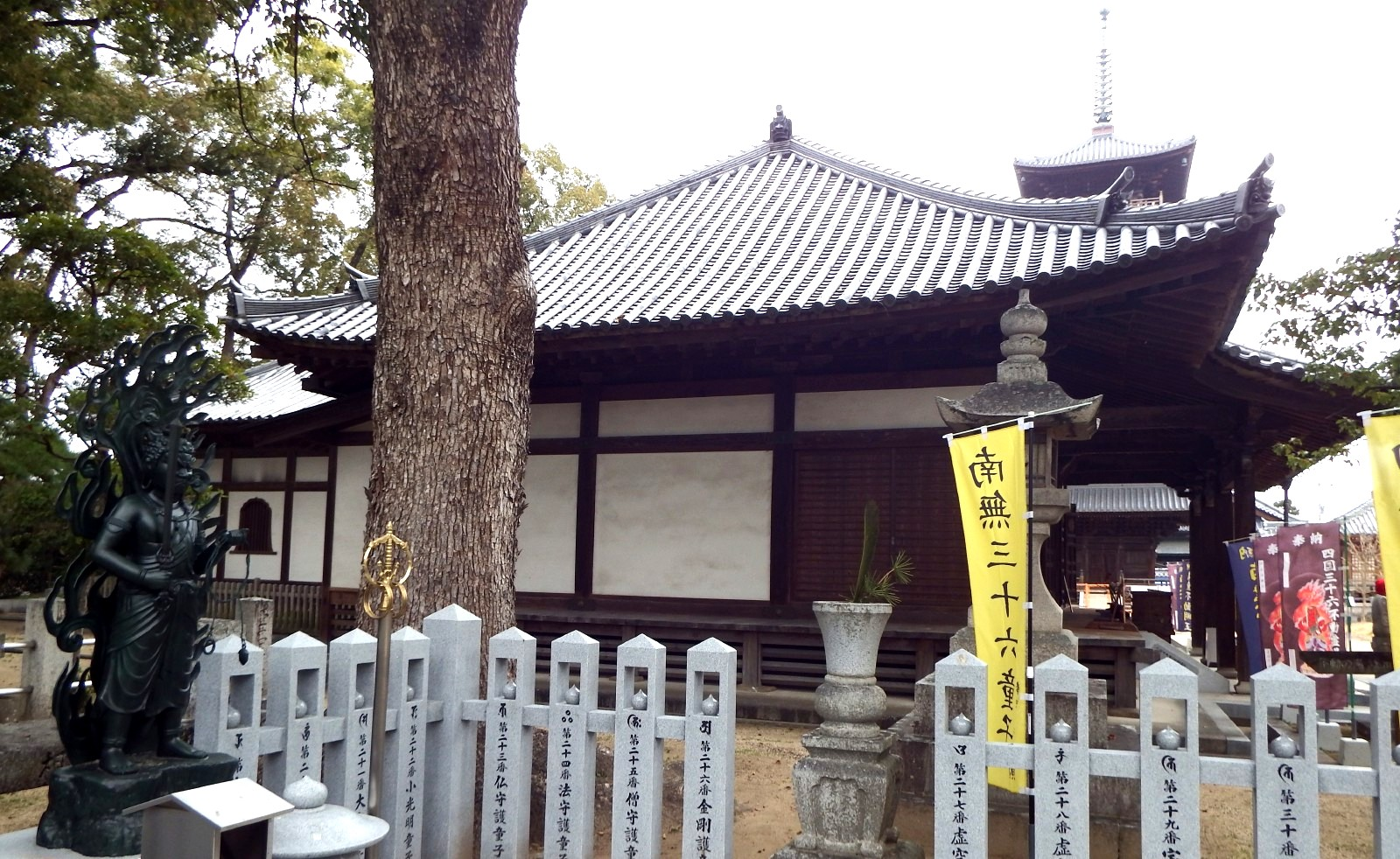
護摩堂と不動霊場お砂触れ道場

- 十王堂（護摩堂）：宝暦9年（1759年）建立、護摩堂は平成8年建立。向かって右に十王像、左に説法阿弥陀如来坐像と三面大黒天を祀る。奥は護摩堂で、近藤泰山が昭和10年に刻んだ不動明王立像（四国三十六不動霊場の本尊）で毎月28日午前9時より護摩が焚かれる。
- 四国三十六不動霊場お砂触れ道場：2020年12月11日開眼。
- 満州開拓慰霊堂（阿弥陀堂）：奥殿の阿弥陀如来坐像は阿弥陀院本尊の客仏。
- 一畑薬師堂：舟形石仏を祀る。島根県の一畑寺から勧請。
- 鐘楼： 釣鐘は戦争供出により失われたため昭和24年に再鋳造された。
- 客殿： 江戸時代末期の嘉永5年（1852年）焼失後の再建
- 庫裏： 江戸時代末期の嘉永5年（1852年）焼失後の再建
- 句碑歌碑：三浦恒禮子「ゆるぎなき空輪しぐれ雲の面」が大師堂の左背後に、その左に歌碑「五重の塔老樹のしけり鐘楼も 法のみ乃里の満てる寺庵」がある。

二王門をくぐると正面奥に本堂があり、その手前右に大師堂がある。納経所は本堂の左側を通過し奥に進み本坊の門をくぐり中に入って左にある。
- 宿坊：なし
- 駐車場：仁王門前に無料あり。

## 文化財

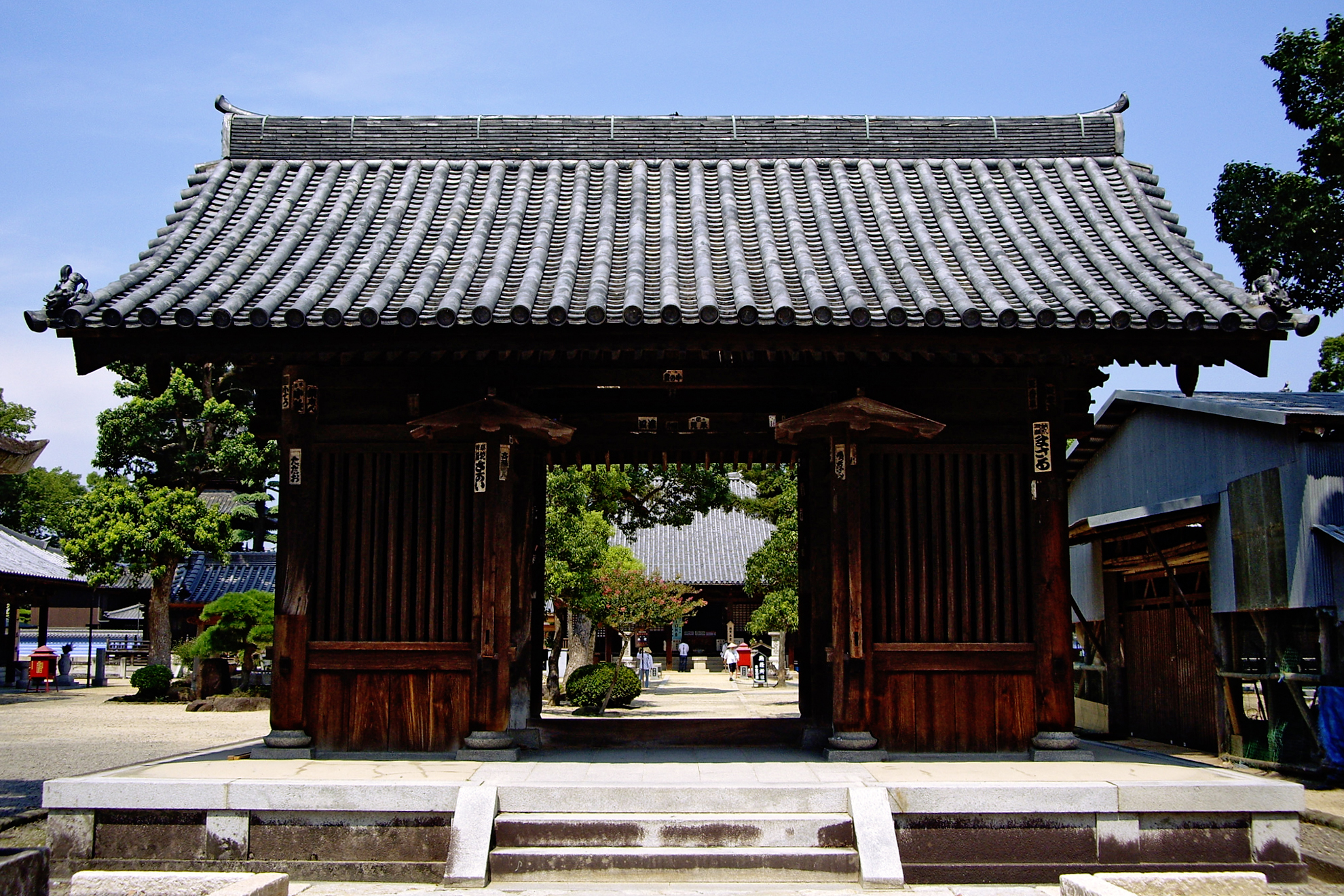
二王門（重要文化財）

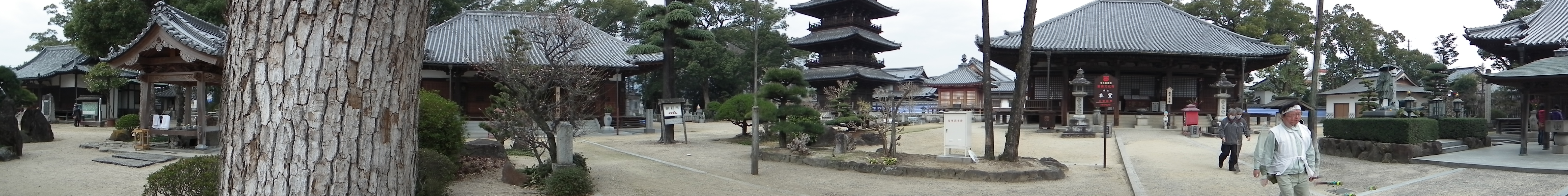
本山寺全景

国宝

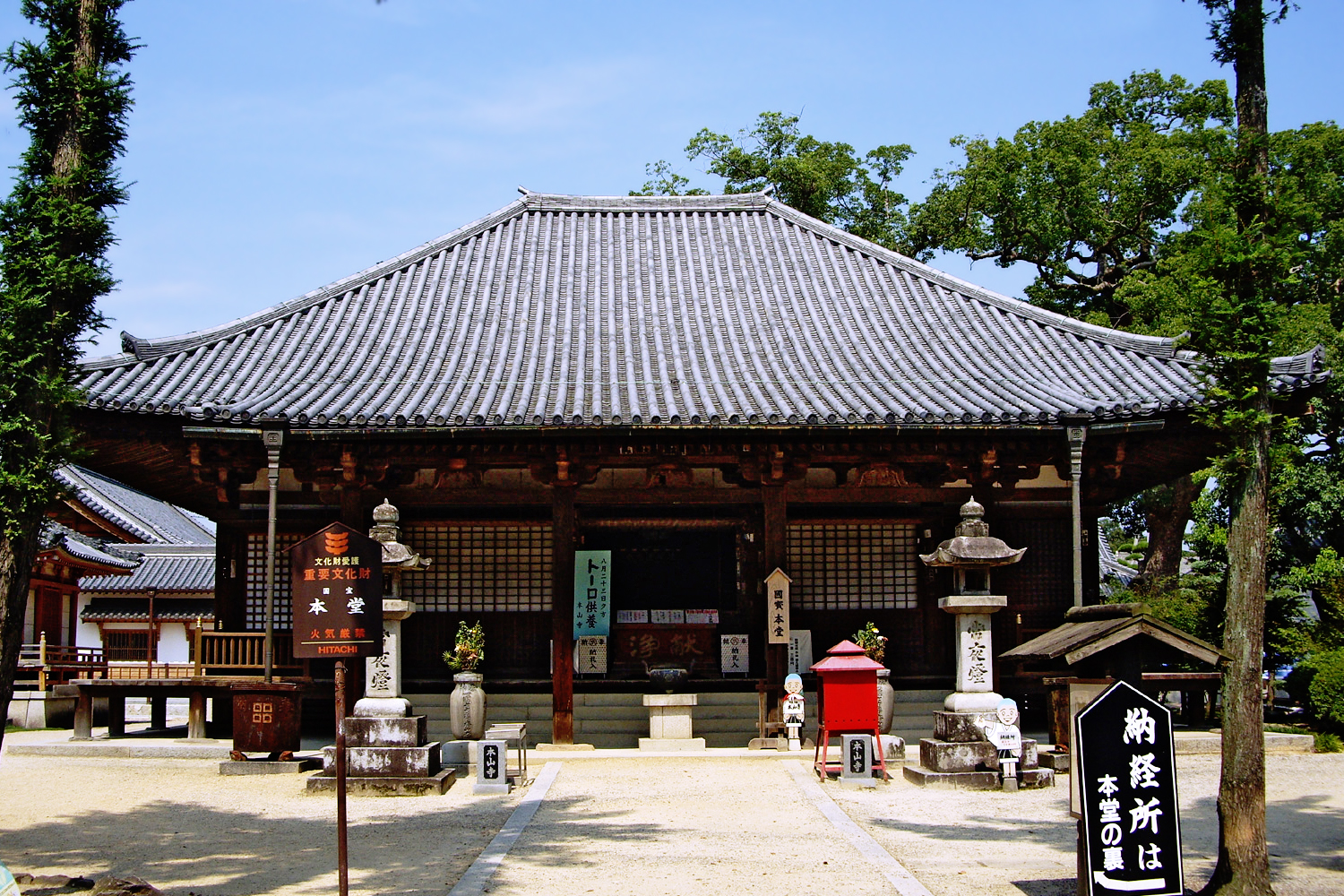
本堂（国宝）

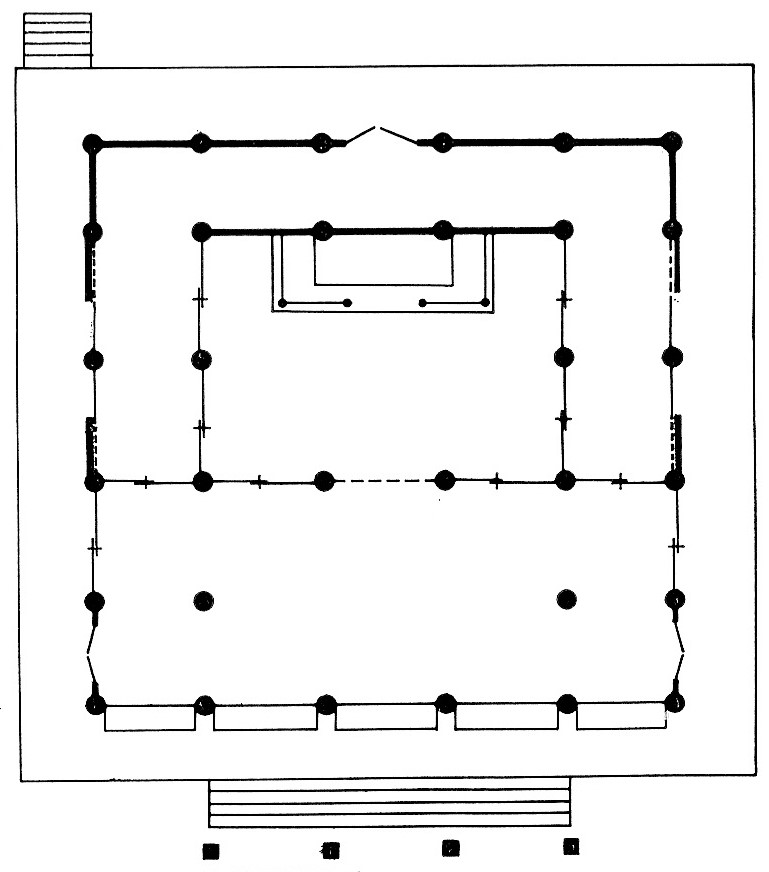
本堂平面図

- 本堂（附 厨子3基、棟木の部分1枚）：昭和30年6月22日指定[1][2][3]。

正安2年（1300年）に京極氏と佐々木氏の寄進によって再建された。棟木と礎石に残された墨書から、正安2年の建立が裏づけられる。桁行（正面）五間、梁間（側面）五間の寄棟造、本瓦葺（「間」は長さの単位ではなく、柱間の数を表す用語）。円柱を用い、建築様式は純和様に近いが、側面と背面に桟唐戸（さんからど）を用い、外陣に渡した虹梁上に大瓶束（たいへいづか）を用いる点など、細部には禅宗様を取り入れている。平面構成は手前の梁間二間分を外陣とし、奥は中央の桁行三間・梁間二間を内陣、その周囲を脇陣ならびに後陣とする。正面の五間の柱間装置はいずれも蔀戸（しとみど）である。外陣は中央よりに2本の大虹梁（だいこうりょう）を渡し、その上に大瓶束を立て、入側柱2本を省略している。内陣は大型厨子内にさらに3基の厨子を置き、中央に本尊馬頭観音、左右に薬師如来と阿弥陀如来を安置する。いずれも秘仏であるが、文化2年（1805年）3月3日から4月4日までこの本尊脇仏ほか全ての堂宇の諸仏を盛大に開帳した記録がある。1955年に修復工事を実施。
重要文化財
- 二王門：明治37年8月29日指定[4][5]。

室町時代中期建立の三間一戸八脚門。切妻造、本瓦葺。主柱、前後の控柱ともに円柱とする。建築様式は和様を基調とするが、柱の下部に礎盤を設ける点など細部に禅宗様を取り入れている。
香川県指定有形文化財

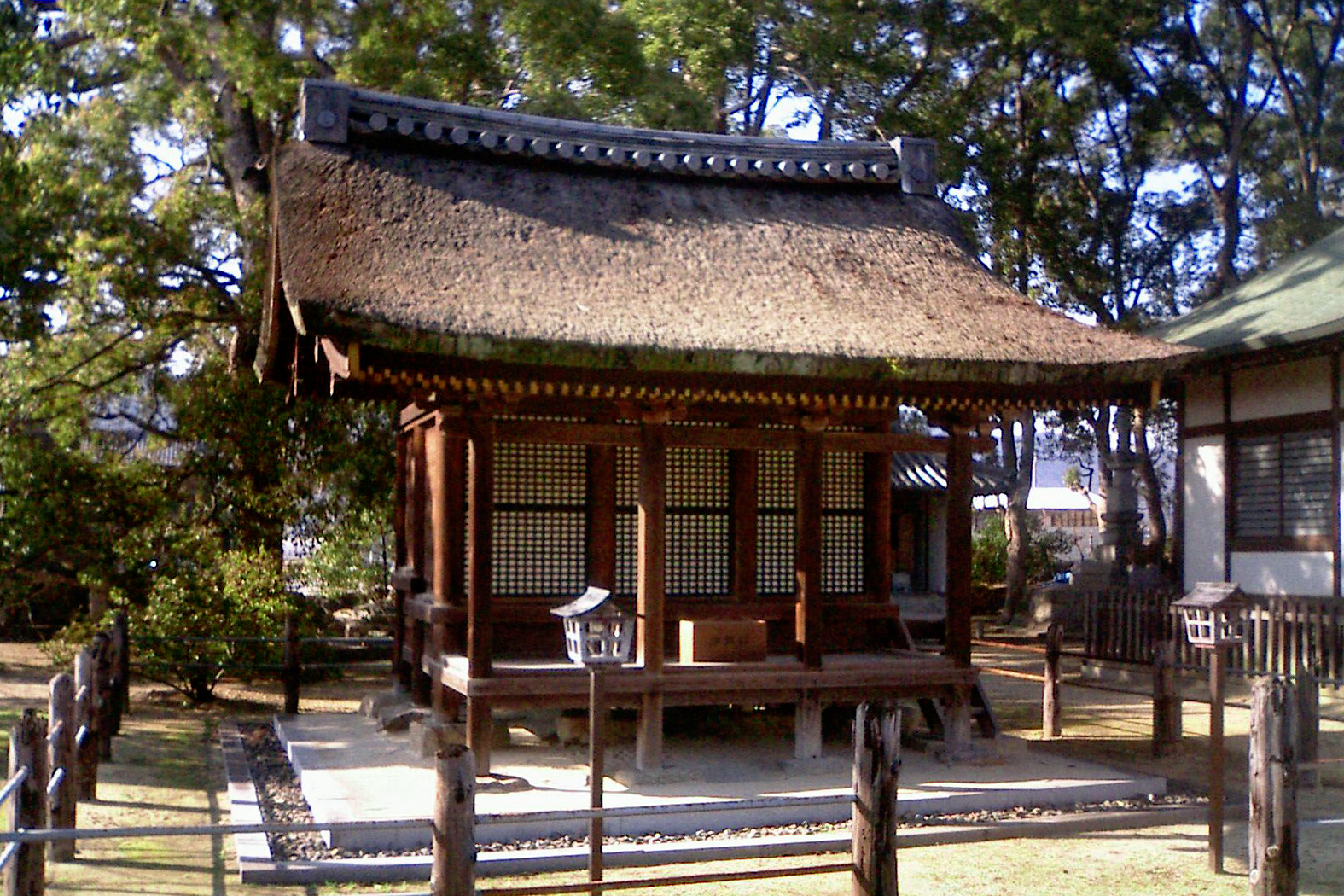
鎮守堂（県の有形文化財）

- 鎮守堂：天文12年 (1543)・16年の墨書、平成元年2月28日指定[6]
- 木造善女龍王像 ：檜の寄木造り、玉眼、像高47.5 cm、南北朝時代作、彫像としては稀有の作、昭和63年2月26日指定[6]
- 木造金剛力士立像：平成9年5月23日指定[6]
- 木造愛染明王坐像：檜の寄木造り、彫眼、彩色や飾りは江戸時代のもの、本堂の向かって左奥に鎮座、平安後期作、平成9年5月23日指定[6]
- 本山寺蔵経文板木 83枚：平成11年2月23日指定[6][7]
- 本山寺蔵経文板木 4枚：平成22年3月30日追加指定[7]

三豊市指定有形文化財

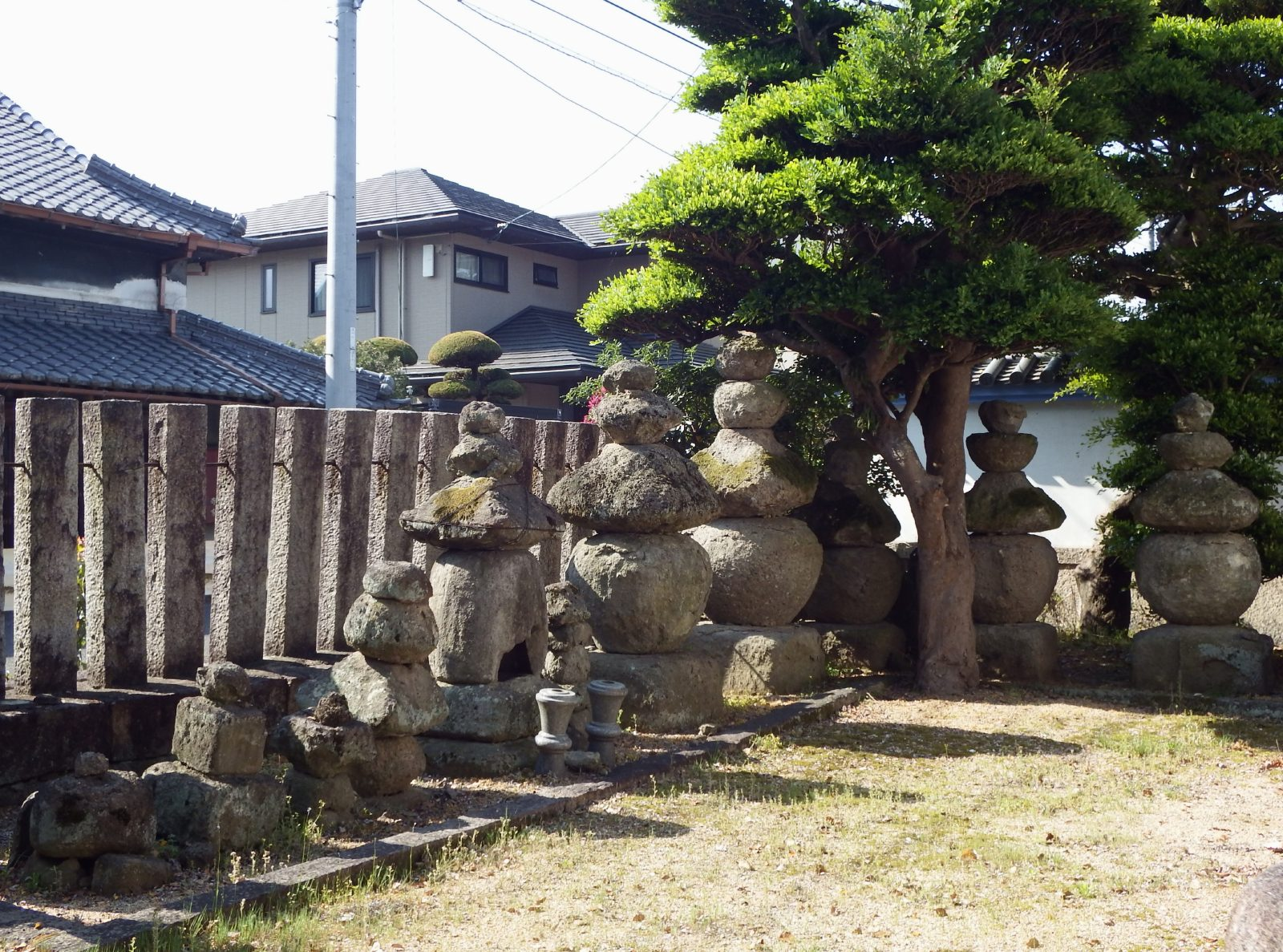
五輪塔 右の5基

- 五輪塔 5基：大師堂の背後にある。昭和42年1月1日指定[6]。
- 五重塔：礎石から相輪先端までの高さ31.75 m。当時の住職は頼富実毅（よりとみじっき）総工費10万111円22銭7厘、平成改修の費用は4億円と云われている。平成26年1月指定。[要出典]

国の登録有形文化財
- 大師堂：寛政7年 (1795) 建築、明治16年改修、入母屋造屋根の三間堂。平成26年12月19日指定[9]
- 十王堂：宝暦9年 (1759) 建築、平成5年改修、五間堂。平成26年12月19日指定[10]
- 大日堂：江戸時代中期建築。平成26年12月19日指定[11]
- 宝蔵：天保4 (1833) 建築。平成26年12月19日指定[12]
- 鐘楼：江戸時代中期建築。平成26年12月19日指定[13]
- 大門：江戸時代後期建築、大正3年岡山県から移築。平成26年12月19日指定[14]
- 冠木門：明治43年建築。平成26年12月19日指定[15]

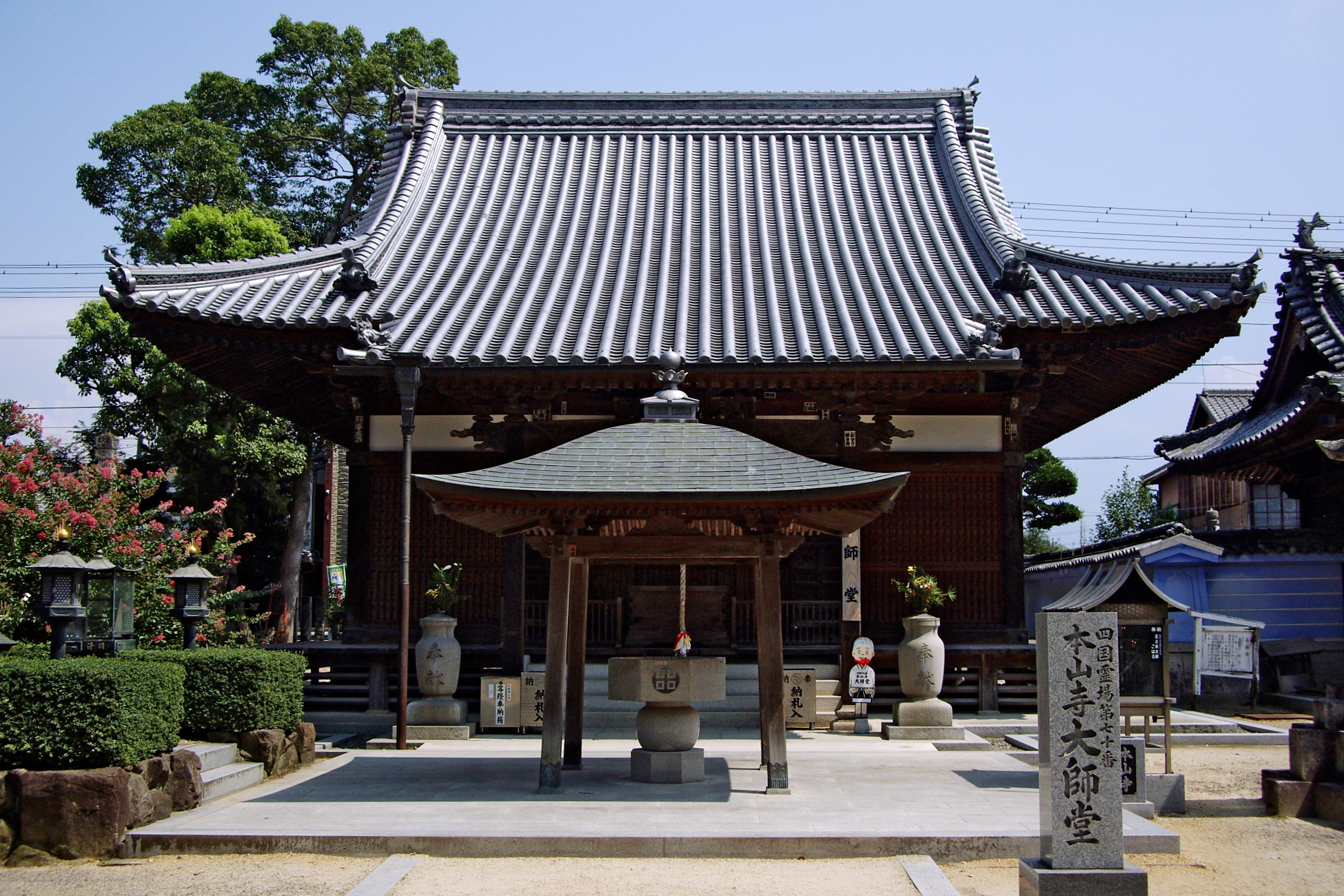
大師堂
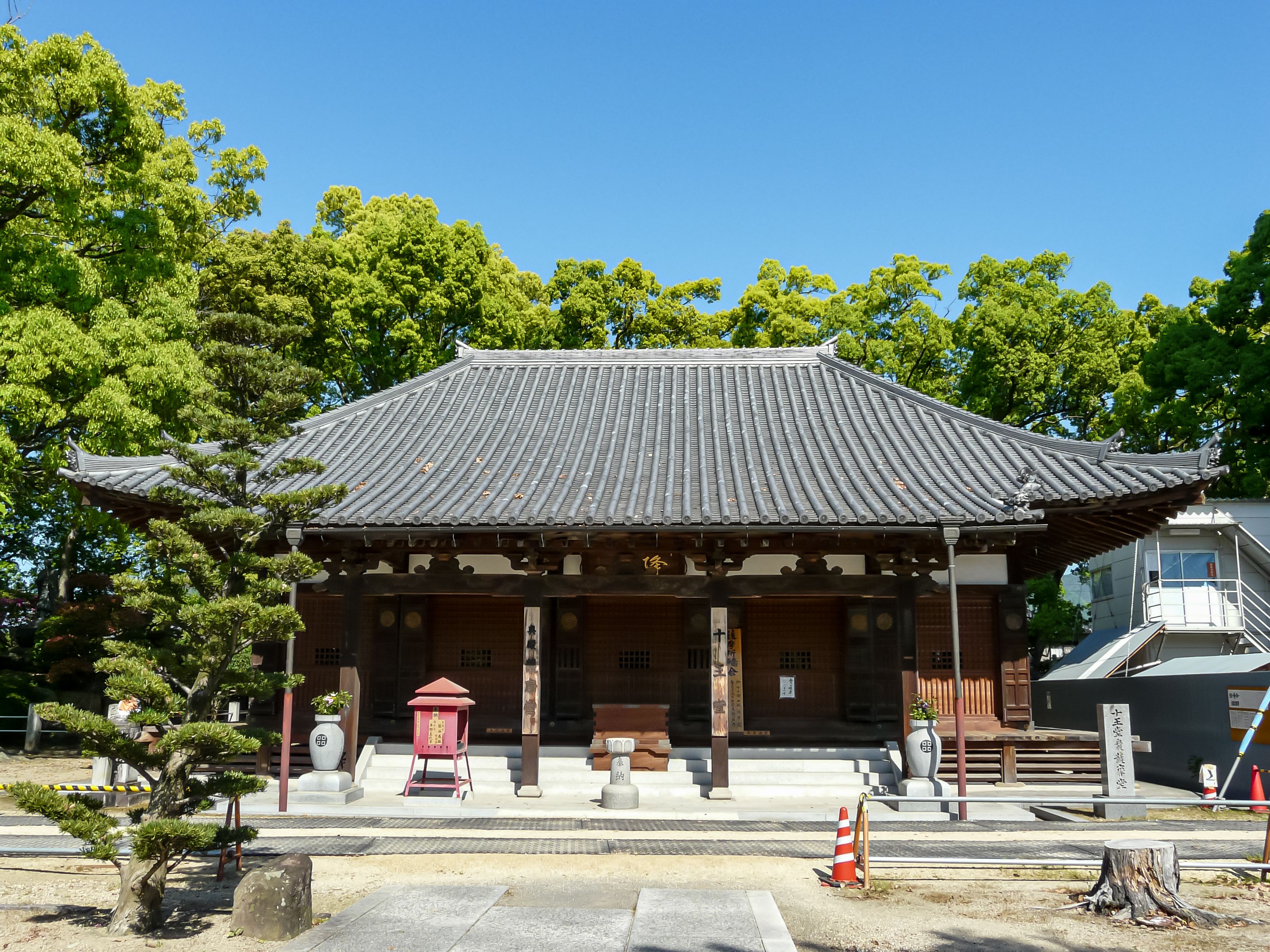
十王堂
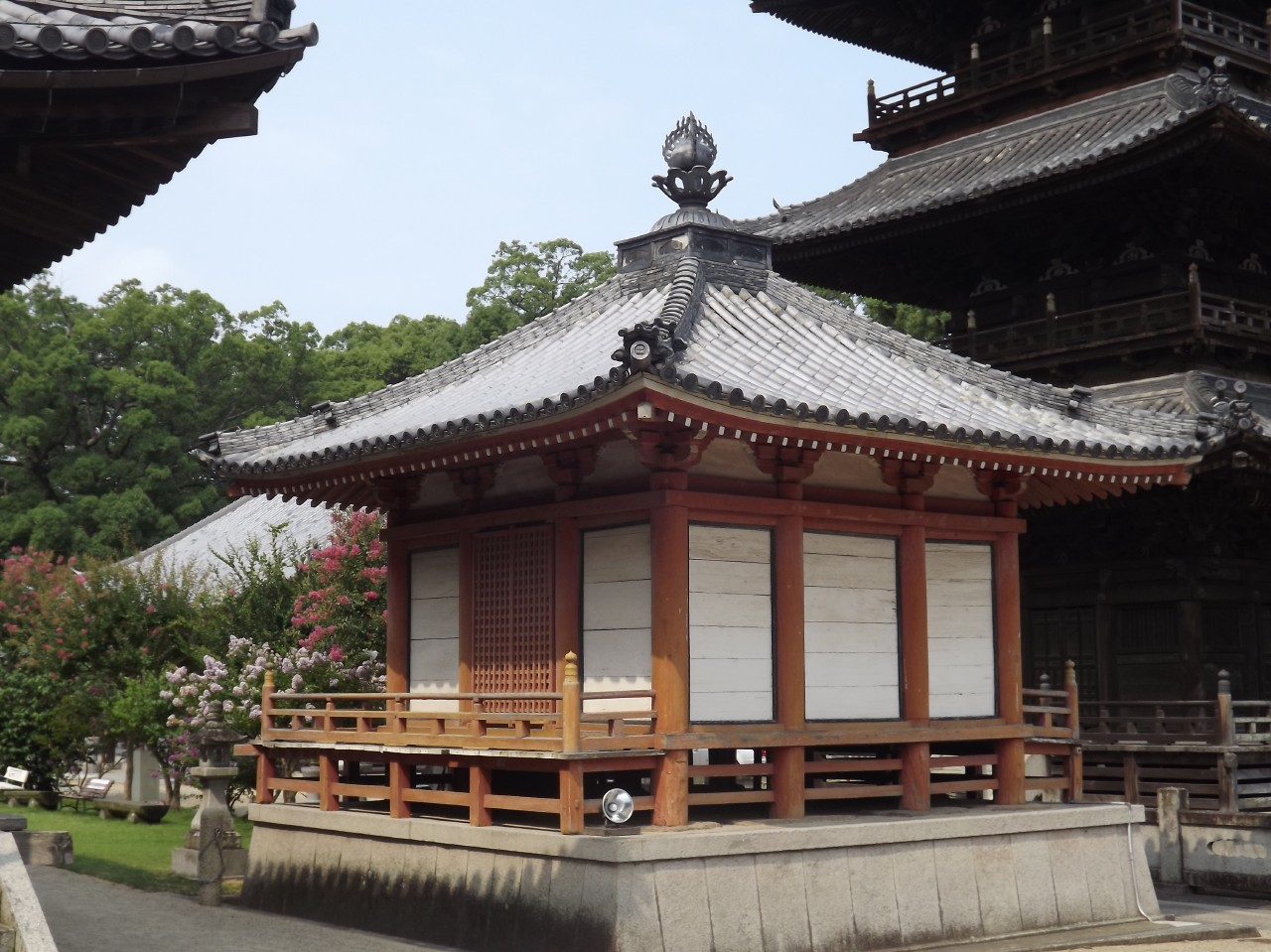
大日堂
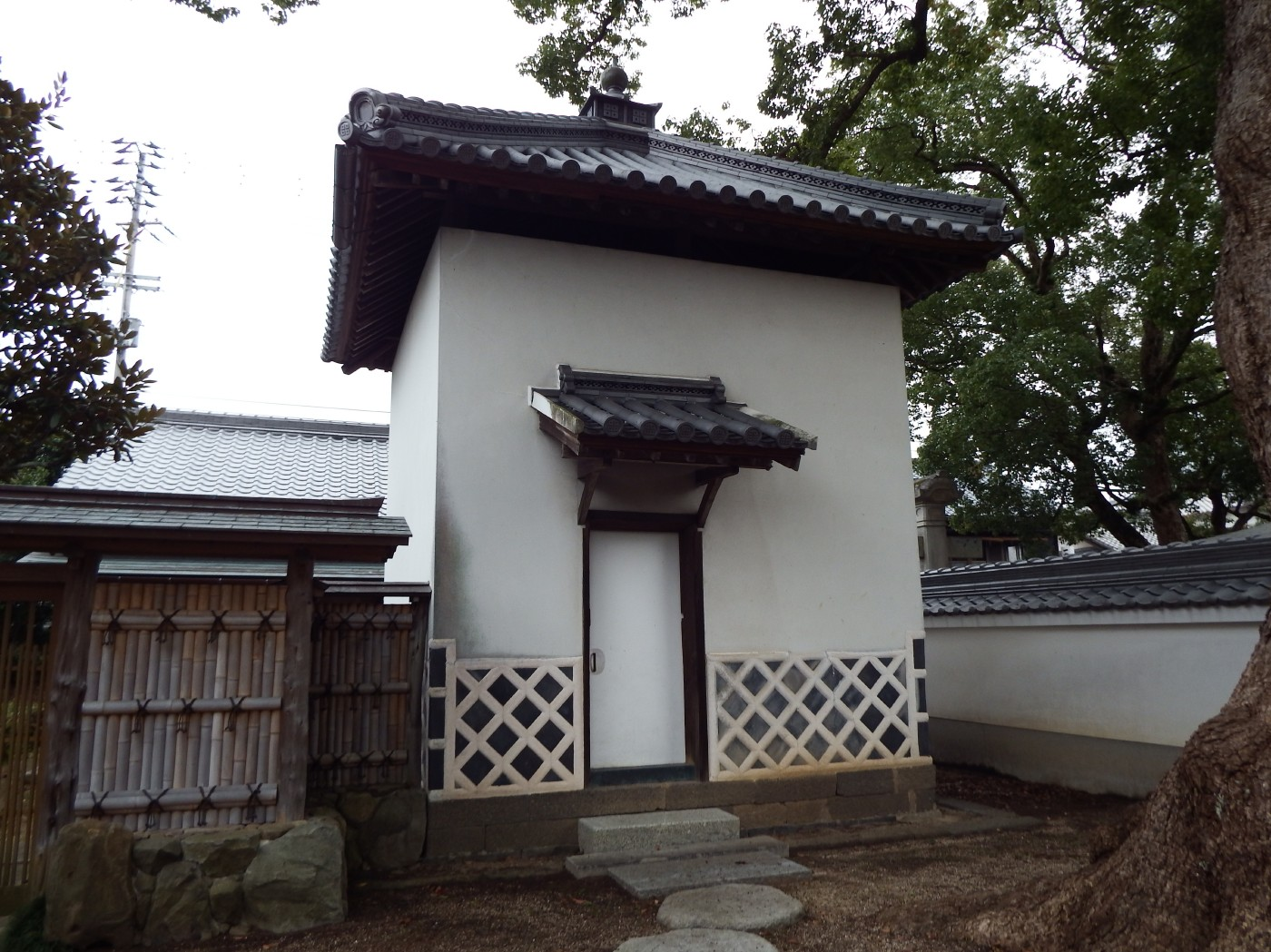
宝蔵
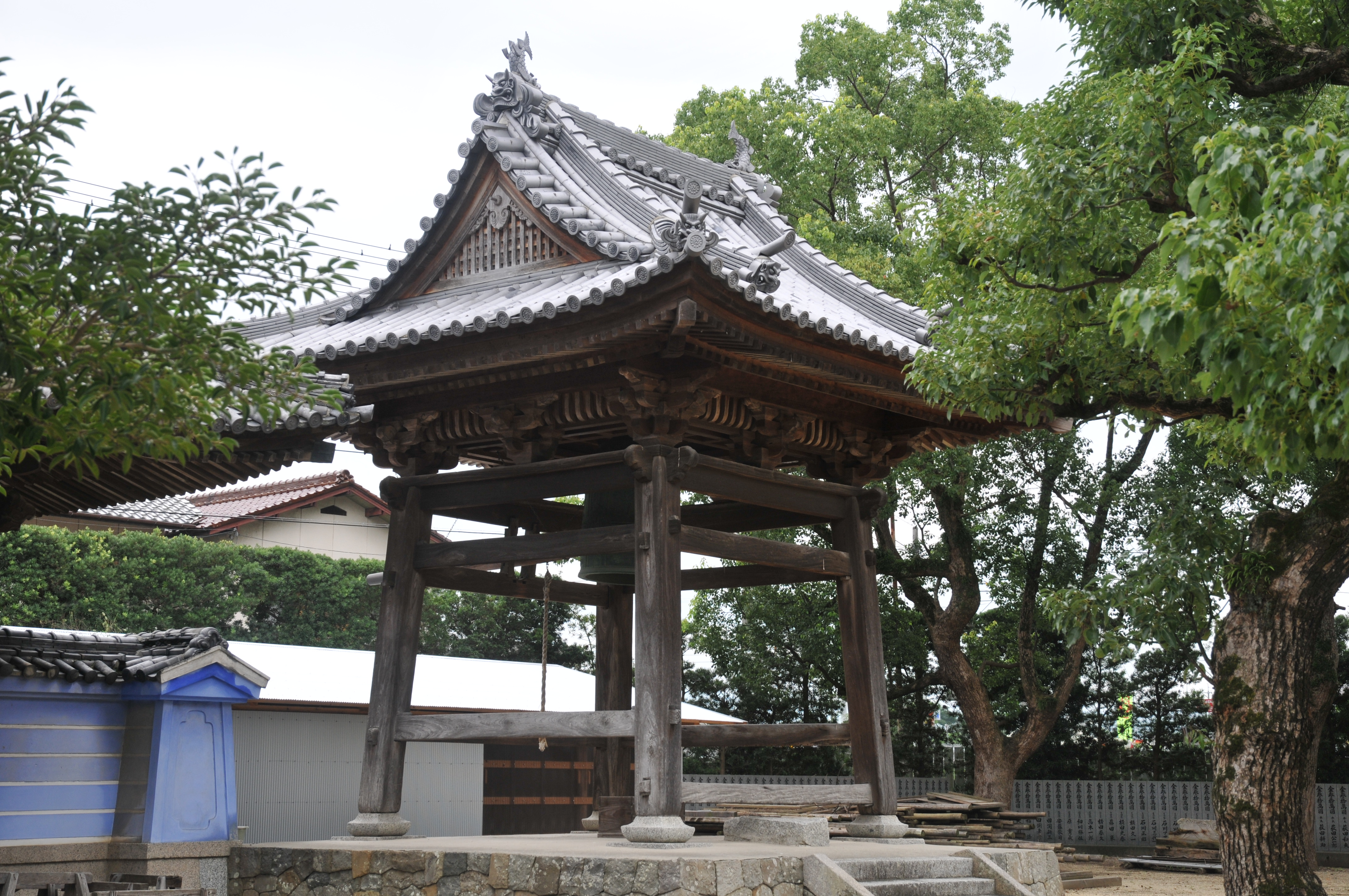
鐘楼
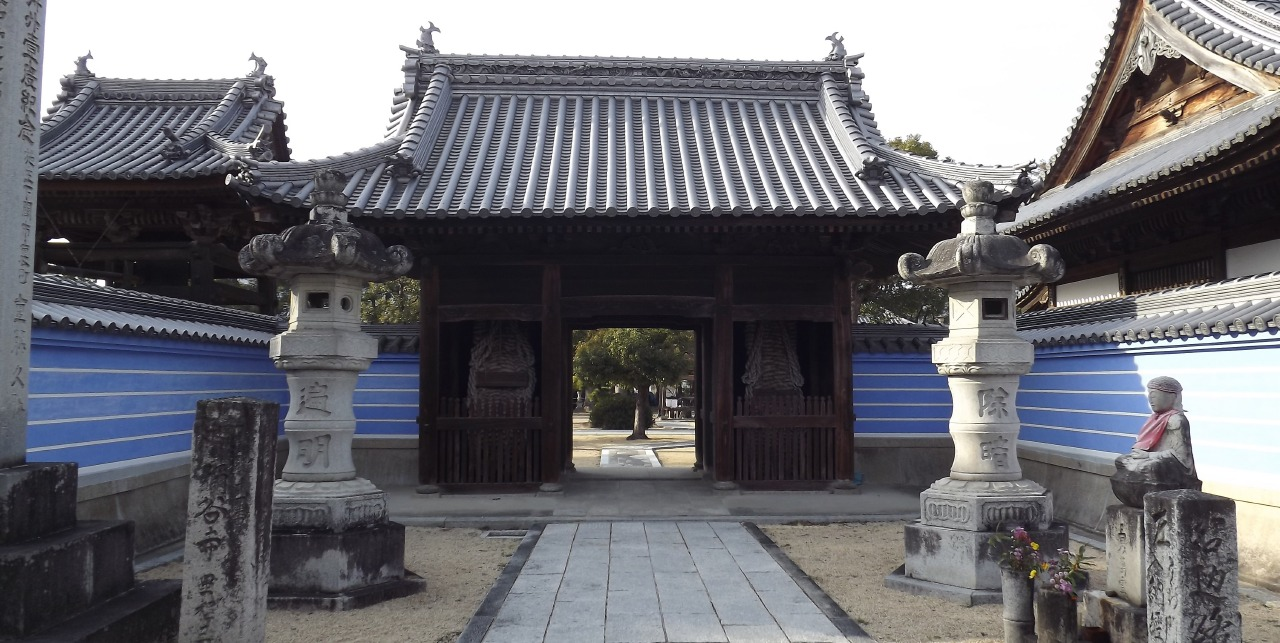
大門
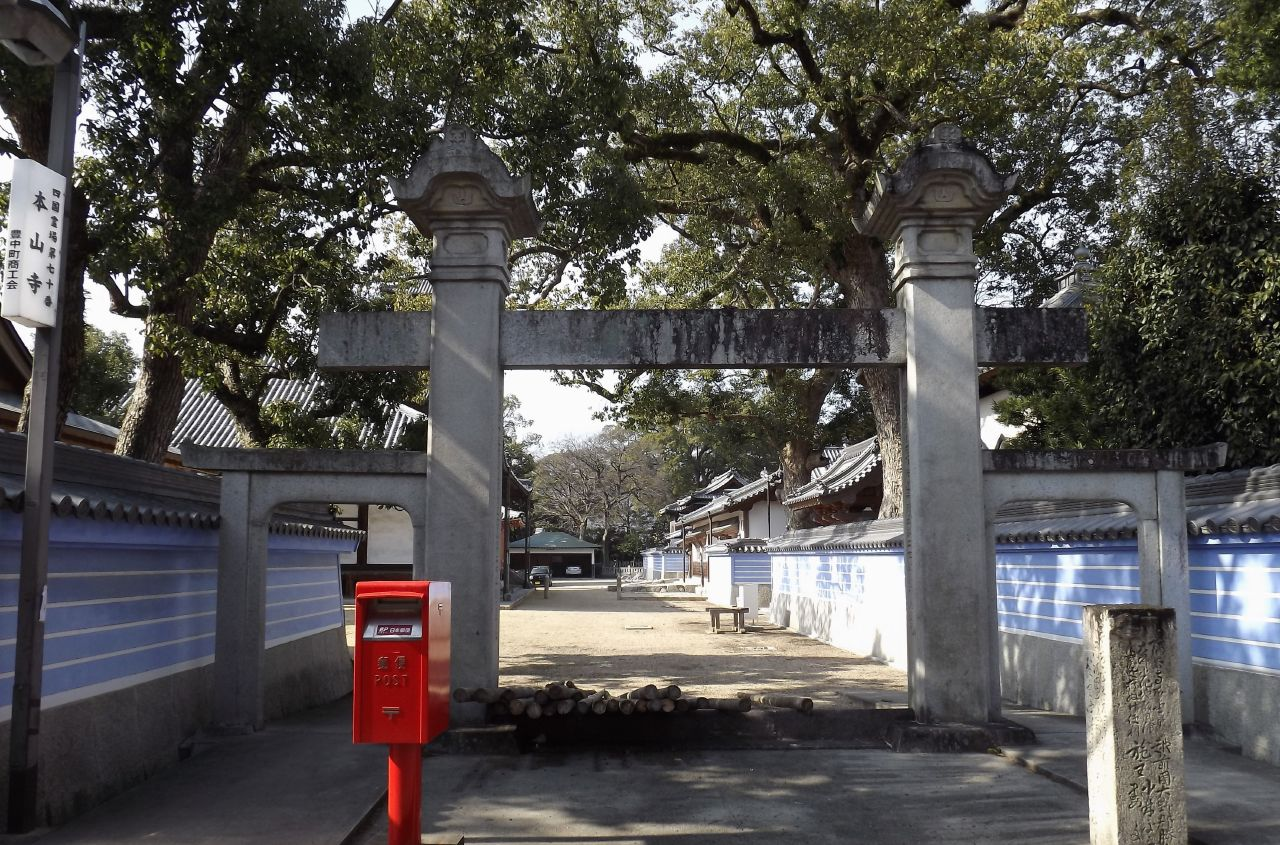
冠木門

## 行事
- 五重塔特別見学会5月GW（3日～6日）秋の連休
- きゅうり加持7月土用丑の日
- とうろう流し8月23日PM19:00
- 手しごと市IN本山寺 3月30日（日） 11月2日（日）（主催 手しごと市実行委員会）
- 護摩祈祷会    毎月28日AM9:00

## 交通アクセス
鉄道
- 四国旅客鉄道（JR四国） 予讃線 – 本山駅 (1.2 km)

道路
一般道：国道11号 本山橋北詰 (0.3 km)
- 自動車道：高松自動車道さぬき豊中IC (2.2 km)

## 奥の院
七宝山 宝積院 妙音寺
- 所在地：香川県三豊市豊中町上高野1986 （妙音寺）

## 周辺の番外霊場
枯れ木地蔵堂
空海に頼まれ本山寺建立の用材を運んでいた深山の天狗が1本の木材を落とした。後の世に発見されたその木で地蔵菩薩を刻んで安置したと云われている。

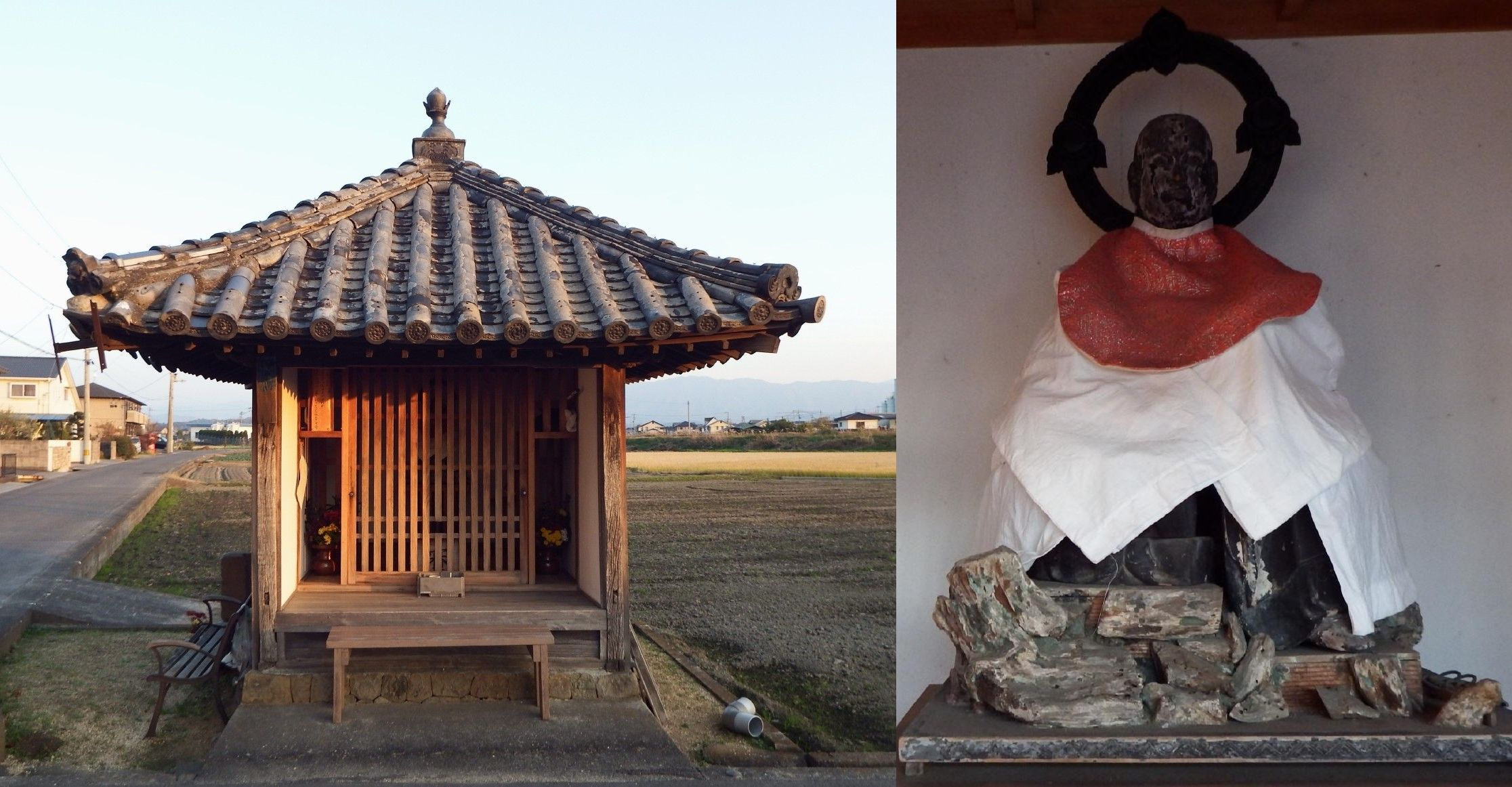
所在地：香川県三豊市豊中町本山 （枯れ木地蔵堂）
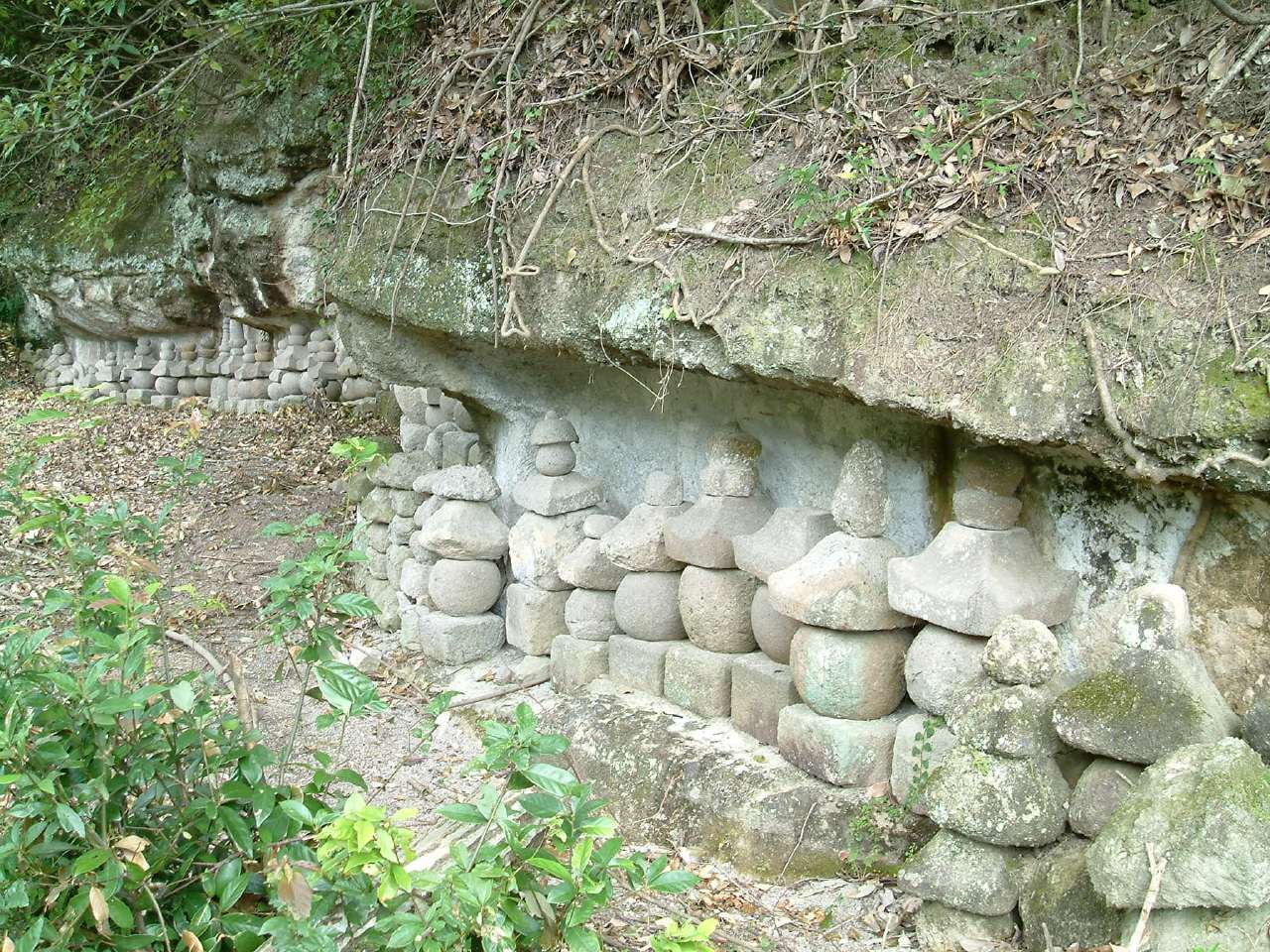
興隆寺遺跡の石塔群
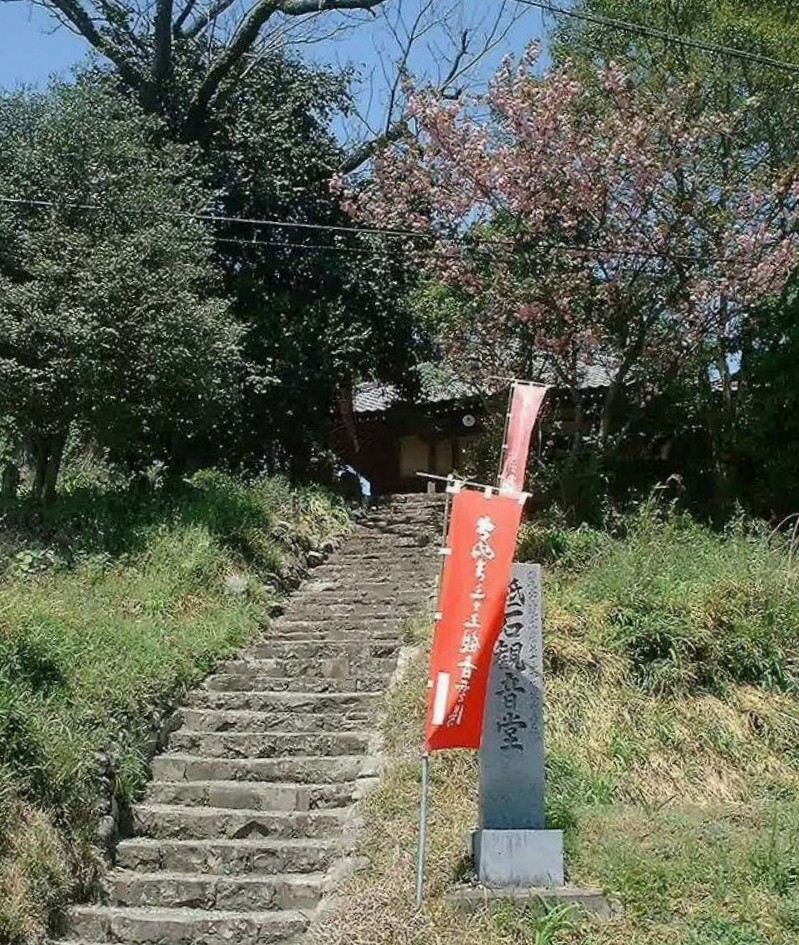
砥石観音堂
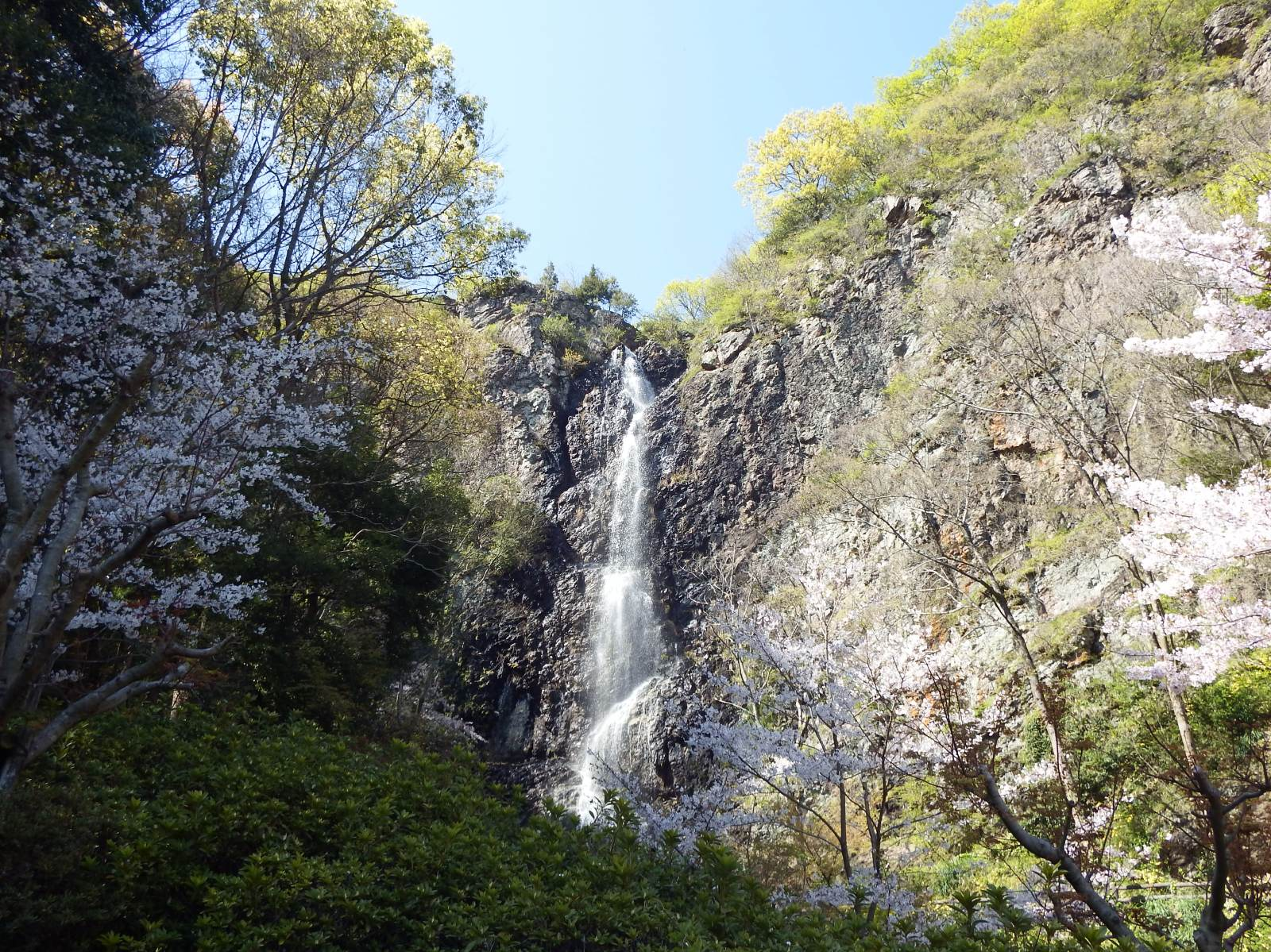
不動の滝
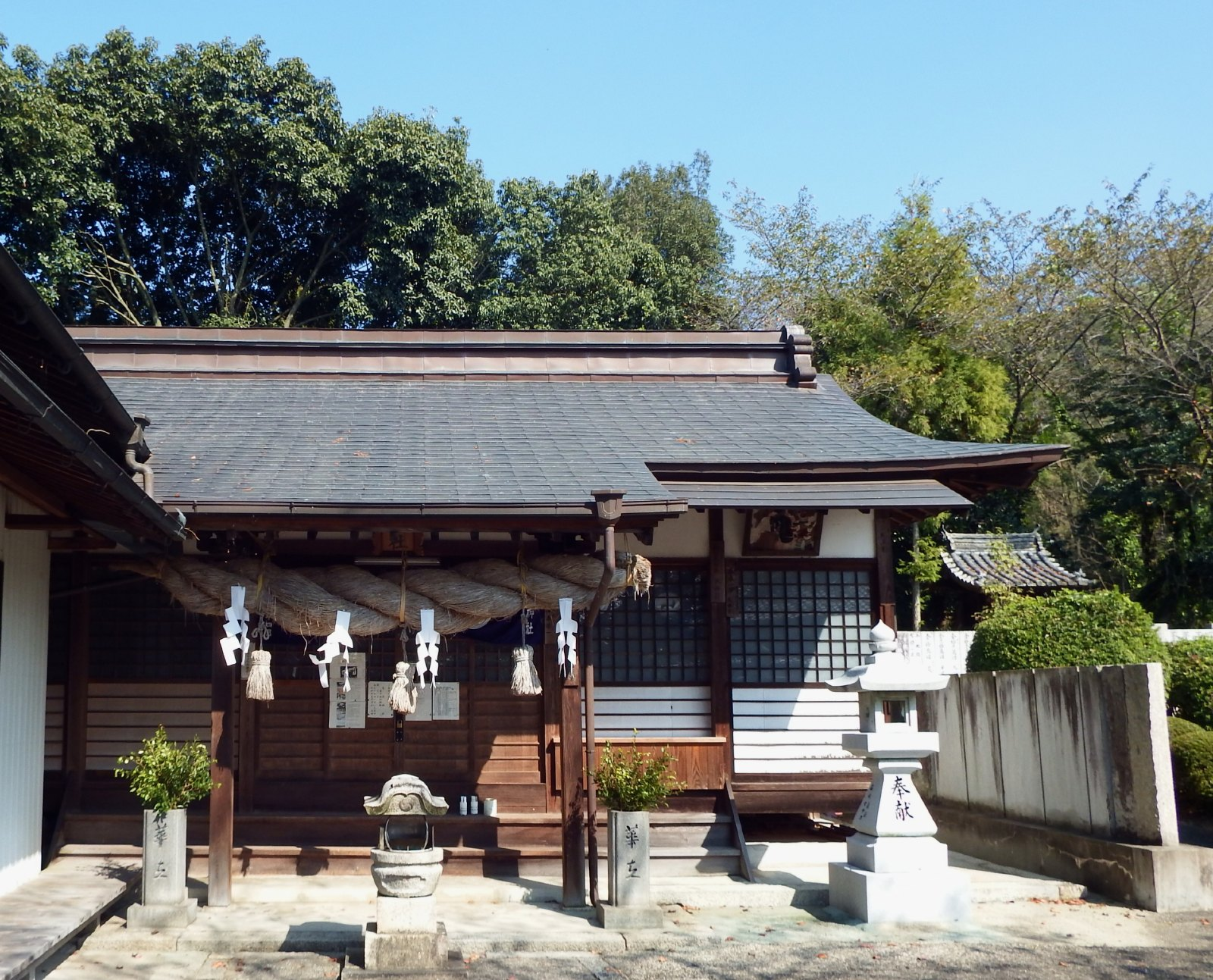
生目神社

興隆寺遺跡の石塔群
鎌倉後期から室町末期の、約200年もの期間をかけて造立された石塔群。崖の上段には五輪塔や宝塔など70基、下段には磨崖仏を中心に五輪塔が30基残されている。香川県指定史跡に昭和51年（1976年）6月29日指定される。
- 所在地：香川県三豊市豊中町下高野（延寿寺から石仏を辿って谷沿いの道を登る） （興隆寺跡石塔群）

砥石観音
本山寺建立のため徳島の井ノ内村で伐採された木材を財田村で整えていたが斧の刃がこぼれて難航していた。そのとき、巡錫中の僧が砥石を大工たちに与えた。その砥石で研くと作業は順調に進んだ。その後、砥石が光を放ち、村人たちが近づくと光の中に観音菩薩の姿があった。そこで、観音菩薩の化身として祀った。
- 所在地：香川県三豊市財田町財田上 （砥石観音堂）

不動の滝
空海が修行の折、この岩に不動明王像を刻んだと云われる落差約50 mの滝
- 所在地：香川県三豊市豊中町岡本3567 不動の滝カントリーパーク内 （不動の滝）

生目神社
1838年（天保7年）日向の生目村八幡宮から勧請されたのが始まりで。境内から少し下ったところに眼洗いの井戸がある。
- 所在地：香川県三豊市豊中町笠田笠岡 （生目神社）

- 枯れ木地蔵
- 興隆寺遺跡の石塔群
- 砥石観音堂
- 不動の滝
- 生目神社

## 前後の札所
四国八十八箇所
69 観音寺 --(4.5 km)--  70  本山寺 --(11.3 km)-- 71 弥谷寺
四国三十六不動霊場
28 萩原寺 --(10.2 km)-- 29 本山寺--(1.1 km)-- 30 妙音寺